# Прибега, Леонид Владимирович
Леони́д Влади́мирович Прибе́га (8 марта 1944, с. Лука-Мелешковская, Винницкой области) — советский и украинский архитектор-реставратор, кандидат архитектуры, профессор (1993). Проректор и заведующий кафедрой теории, истории архитектуры и синтеза искусств Национальной академии изобразительного искусства и архитектуры (с 2004), президент Украинского Комитета ИКОМОС, лауреат Государственной премии Украины в области архитектуры, Заслуженный работник культуры Украины. Входит в состав наблюдательного совета Национального Киево-Печерского историко-культурного заповедника (2012), входил в состав комиссии по вопросам воссоздания выдающихся памятников истории и культуры при Президенте Украины (2001). Действительный член Украинской академии архитектуры. Член Национального союза архитекторов Украины, почетный президент Украинского комитета Международного совета по вопросам памятников и достопримечательных мест (ICOMOS).

## Биография
Леонид родился 8 марта 1944 в с. Лука-Мелешковская. В 1962 году Леонид Владимирович окончил Винницкий строительный техникум, а через 11 лет Киевский государственный художественный институт (факультет архитектуры).
С 1973 по 1977 год Леонид Прибега работал в архитектурно-реставрационной мастерской Республиканского производственного управления Украинского общества охраны памятников истории и культуры. С 1979 по 1989 год работал деканом архитектурного факультета в Украинской академии архитектуры. В 1990 году получил учёное звание доцента, а в 1994 - профессора. С 1993 года профессор Леонид Прибега работает проректором по научной работе.

## Публикации

### Книги
- Пам’яткознавство: правова охорона культурних надбань. Збірник документів. Автор проекту і вступної статті Л. В. Прибєга. Упорядники: Л. В. Прибєга, М. М. Яковина, С. В. Оляніна, О. М. Міщенко (2009);
- Охорона та реставрація обєктів архітектурно-містобудівної спадщини України: методологічний аспект: монографія / Центр памяткознавства НАН України і Українського товариства охорони памяток історії та культури; Національна академія образотворчого мистецтва і архітектури. — К. : Мистецтво, 2009. — 304 с. — ISBN 978-966-577-019-0 (2090)[6];
- Архітектурні перлини України. Замки та фортеці (2007);
- Дерев’яні храми Українських Карпат. ISBN 966-575-028-3. (2007);
- Храми України: альбом / [Вступ. ст., комент. та упоряд.: Л. Прибєга; Перед. сл.: П. А. Загребельний]. — К. : Мистецтво, 2004. — 295 с. : іл. — Текст парал.: укр., англ. — Бібліогр.: с. 293—295. — ISBN 966-577-092-6 (2004)[7];
- Методика охорони та реставрації пам’яток народного зодчества України (1997);
- Кам’яне зодчество України. Охорона і реставрація (1993);
- Народне зодчество України. Охорона і реставрація (1987).

### Статьи
- Коментар до Рекомендації UNESCO про збереження краси і характеру пейзажів та місцевостей  (укр.)
- Основні принципи відновлення пам’яток народної архітектури. — ПУ, 1984 р., № 2, с. 30 — 33[8].
- Реставрація пам’яток народного зодчества. — СИА, 1984 г., № 6, с. 27 — 28.[9]
- Збережемо історичні села. — ПУ, 1995 р., № 1, с. 70 — 72[10].
- Традиційне сільське середовище і методи охорони народної архітектурної спадщини. — ВІУ, 1996 р., т. 4, с. 15 — 16.[11].
- Традиційні млинарські споруди України: типологія, охорона та реставрація. — ПУ, 1998 р., № 3-4, с. 53 — 59, 23 іл[12].

### Редактор
- Культурна спадщина Києва: дослідження та охорона історичного середовища. — К. : АртЕк, 2003 р. — 136 с.[13]

## Награды и звания
- Орден «За заслуги» II степени (2017)[14]
- Орден «За заслуги» III степени (2008)[15]